# Кошель, Владимир Иванович
Владимир Иванович Кошель (1959—2020) — советский и российский учёный, педагог и организатор науки в области медицины, доктор медицинских наук (1999), профессор (2000). Ректор Ставропольского государственного медицинского университета (2015—2020).

## Биография
Родился 10 марта 1959 года в Ставрополе.
С 1977 по 1982 год обучался в Ставропольском государственном медицинском институте, по окончании которого получил квалификацию врача. С 1982 по 1984 год проходил обучение на курсе оториноларингологии в клинической ординатуре Ставропольского государственного медицинского института. С 1984 по 1988 год проходил обучение в аспирантуре по кафедре оториноларингологии Ставропольского государственного медицинского института..
С 1988 по 1995 год на педагогической работе в Ставропольском государственном медицинском университете: ассистент, доцент и профессор кафедры оториноларингологии. С 1995 по 1996 год — декан лечебного факультета Ставропольского государственного медицинского университета. С 1996 года — профессор, с 2000 года — заведующий кафедрой оториноларингологии. В 1989 году В. И. Кошель защитил диссертацию на соискание учёной степени — кандидата медицинских наук, в 1999 году — доктора медицинских наук. В 2000 году В. И. Кошелю было присвоено учёное звание — профессора. 
С 2002 по 2014 год одновременно с педагогической деятельностью В. И. Кошель занимался практической работой в медицинских учреждениях в должности главного врача: с 2002 по 2008 и с 2012 по 2014 год — Ставропольского краевого клинического центра специализированных видов медицинской помощи и с 2008 по 2012 год — Шпаковской центральной районной больницы.
С 2014 по 2015 год — врио ректора и с 2015 по 2020 год — ректор Ставропольского государственного медицинского университета. 
Помимо основной деятельности В. И. Кошель занимался и общественной работой: был главным внештатным оториноларингологом Министерства здравоохранения Ставропольского края и СКФО, председателем Правления Ассоциации оториноларингологов Ставропольского края и дежурным редактором «Медицинской газеты», являлся членом: Правления Российской ассоциации оториноларингологов, Ассоциации врачей Ставропольского края, Координационного совета по организации защиты прав граждан в системе Обязательного медицинского страхования и Общественного совета при МВД по Ставропольскому краю. В. И. Кошель являлся автором свыше двухсот научных трудов и пяти авторских свидетельств на изобретения.
Скончался 25 декабря 2020 года в Ставрополе от коронавирусной инфекции.